# Блюдники
Блю́дники — село в Галичской городской общине Ивано-Франковского района Ивано-Франковской области Украины, расположено на левом берегу реки Лимницы в 6 км от слияния её с Днестром, в 7 км от Галича.
Население — 1076 человек. В селе есть средняя школа, клуб, библиотека, больница, аптека, филиал связи, 3 магазина и 2 ларька.

## История
Первое письменное упоминание о селе Блюдники относится к 1443, хотя историки считают, что село было основано гораздо раньше — в XII веке, во время расцвета Галича времён Ярослава Осмомысла. Считают, что галицкие ремесленники, которые не хотели платить налог городу, поселились за его пределами. Таким образом возникли сёла Блюдники (гончары), Медыня (пасечники), Боднаров (ремесленники, изготовлявшие бодни).
Другая версия основания села заключается в том, что раньше вся территория села от Пукасовцев до Темировцев была покрыта лесами, густыми зарослями. Поэтому люди из Темировцев часто бродили в лесах, которые были на территории современного села, поэтому и назвали эту местность Блудники, которая потом с расселением из Темировцев людей приняла уже современное название Блюдники. Известно, что село существовало уже при Ярославе Осмомысле, отце Даниила Галицкого; существует легенда, что Ярослав имел в Темировцах любовницу, дочь лесника, которая была однорукой; Крылос (Старый Галич) находится всего в 5-6 км от Темировцев.
За участие населения в освободительной войне украинского народа 1648—1654 гг. село разрушили до основания польские войска.
Во времена правления Польши и Австро-Венгерской Империи село было достаточно развито. Местная шляхта заправляла деятельностью села. Частично сохранился костёл XVIII века (при въезде в село от Пукасовцев с левой стороны). Поближе, на территории возле мельницы, было место проживания шляхты, полностью разрушенное в советское время. Сохранилась только аллея. Также сохранилась дорога к Селищу (от кладбища по липовой аллее через поле в сторону леса). Если подняться по дороге наверх (поворот налево), попадёте в местность называемую Селище. Раньше здесь было село, окружённое со всех сторон лесом. Село было полностью истреблено советской властью за связи с ОУН-УПА и украинскими партизанами. Люди были расстреляны, остальные выселены в удалённые места. Сохранилось только кладбище, и то потому что было в лесу. Сейчас на территории села поставлена часовня и братская могила. Ходили слухи, что здесь будет строиться санаторий или пансионат чешскими рабочими. Некоторые выходцы села уже начали сооружать здания, но дальше слов о постройке санатория у властей дело не дошло.
С приходом Советской власти в 1939 жители села подвергались репрессиям, реакцией на которые было массовое участие в национально-освободительной борьбе.
В 1943 году жители села помогали партизанам, которые здесь проходили.
После окончания войны, с возвращением Советской власти, репрессии приняли особый размах. Сопротивление террору продолжалось вплоть до 50-х годов.
В советские времена строятся новая школа, больница, клуб (в нём находятся библиотека и Сельский совет), мельница, цегольня (кирпичный завод), детский сад. Функционировали также бассейн и баня. Происходит массовая вырубка лесов. Огороды раздавали прямо в лесу. Функционирует ферма. Блюдники становятся центром и самым большим селом в округе. Соответственно здесь и располагалась сельская рада, объединявшая окружающие сёла: Курипов, Пукасовцы, Темеровцы, Анновцы. На полную мощность работает больница, даже лаборатория. Из всех окрестных сёл дети ходят в школу. Детский сад также был один на округу.
К сожалению, после распада СССР всё имущество разворовали и разобрали. Следует отметить, что колхоз имел новенький комбайн, пару тракторов и грузовых машин. Всё это пропало незаметно. Цегольня была разобрана на строительство (там остались только плиты). Также разобран колхоз. Остались только столбы, подобные арки (издали напоминают амфитеатр). Всё, что могли, украли с мельницы. Если бы её стены были из кирпича, то они давно были бы разобраны (но стены из глины). Вот результат бездеятельности и бездарности тогдашней власти. В центре села, напротив клуба, собирались строить гостиницу.
Несмотря на сложный переход на рыночную экономику, у села скорее всего есть будущее. Живописное расположение, курортная зона, что может быть лучше для отдыха. Приезжают летом на грибы и на реку. Лимница была раньше одной из чистейших рек в Европе.
Вблизи села есть несколько древних курганов. В Блюдниках найдены бронзовые, а в Анновцах и Темировцах — каменные орудия труда эпохи бронзы.
В художественной литературе Блюдники упоминаются в историческом романе Кати Гриневичевой «Шлемы в солнце» и в книге-мемуарах Ковпака «От Путивля до Карпат».